# Uromyces hedysari-obscuri
Uromyces hedysari-obscuri är en svampart som först beskrevs av Augustin Pyrame de Candolle, och fick sitt nu gällande namn av Carestia & Picc. 1871. Uromyces hedysari-obscuri ingår i släktet Uromyces, och familjen Pucciniaceae. Inga underarter finns listade i Catalogue of Life.